# Mangkunegara IV

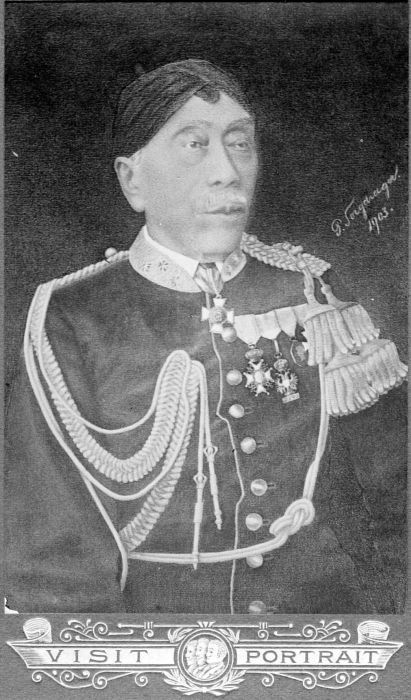
Postuum portret van Mangkunegara IV in het uniform van het Nederlands Indisch Leger, hij draagt de versierselen van een Ridder in de Orde van de Nederlandse Leeuw, de Orde van de IJzeren Kroon en de Nederlandse Medaille voor de Oorlog op Java

Mangkunegara IV (ook: Mangkoenegara IV) (1809–1881) was als vierde Pangeran Adipati Mangkunegara uit het geslacht der Kartasura een van de zelfregeerders, vorsten die vazallen van Nederland waren, op Java. De vorst regeerde over een vorstendom dat de Mangkunegaran werd genoemd. Hij was vazal van de susuhunan van Surakarta en regeerde van 1851 tot 1881.
Tijdens de regering van de vierde, sterk Nederlandsgezinde Mangkunegara werden op het grondgebied van zijn vorstenstaat grote koffie- en suikerrietplantages gesticht. Er kwamen ook suikerfabrieken. De opbrengsten kwamen hier, anders dan in de direct door Nederland bestuurde gebieden, ten goede van Java. Mangkunegara IV hervormde de feodale grondslag van zijn prinsdom. Hij verving de apanages van de regenten door salarissen. Land dat door de Nederlanders werd gebruikt poogde hij in 1855 en 1877 tevergeefs weer in Mangkunegaraans beheer te brengen
Het hof van de Mangkunegara in Surakarta was befaamd om zijn bijdragen aan de traditionele Javaanse cultuur. Daaraan werd bijgedragen door de gamelanorkesten waarvoor Mangkunegara IV zelf muziek schreef. Zijn compositie "Puspawarna" is opgenomen op de gouden plaat die in de Voyager 1 het heelal in werd gestuurd.
Als dichter bleef Mangkunegara IV beroemd om zijn opus "Wedhatama", waarin hij de "verheven wijsheid" van Java beschrijft. De vorst roemt daarin de traditionele moraal van de Javanen die in een tegenstelling met de meer uitgesproken orthodoxe islamitische zedenleer wordt geplaatst. Mangkunegara IV werkte samen met Raden Ngabei Ronggawarsita (1802–1873), de laatste van de grote Javaanse hofdichters.
Mangkunegara IV regeerde van 1853 tot 1881.